# ثولاسي ثارومالينغام
ثولاسي ثارومالينغام (مواليد 24 أكتوبر 1992) هو ملاكم قطري، مثّل بلاده في الألعاب الأولمبية الصيفية 2016.

## روابط خارجية
ثولاسي ثارومالينغام على موقع بوكس ريك (الإنجليزية) (registration required)
- ثولاسي ثارومالينغام على موقع اللجنة الأولمبية الدولية (الإنجليزية)
- ثولاسي ثارومالينغام على موقع أوليمبيديا (الإنجليزية)